# Savane tempérée du Sud-Est australien
Localisation
Les savane tempérée du Sud-Est australien forment une écorégion définie par le fonds mondial pour la Nature (WWF) qui couvre une zone de plus de 300 000 km² dans les états du Queensland, de la Nouvelle-Galles du Sud et du Victoria, en Australie. Elle appartient à l'écozone australasienne et au biome des prairies, savanes et terres arbustives tempérées.